# L'Ateneu
L'Ateneu fou un butlletí de l'Ateneu Igualadí de la Classe Obrera que es va publicar, en català, entre 1911 i 1934 i a partir de 1982. És la 3a època d'aquesta revista, que s'havia publicat en castellà, amb el títol El Ateneo, i en dos períodes, entre els anys 1885 i 1911.

## Descripció
Era el portaveu de l'Ateneu Igualadí. Se'n van publicar 74 números, entre gener de 1911 i març de 1934. Va ser mensual fins al núm. 56 (gener de 1916) i després anual. S'imprimia als tallers de la viuda de Marian Abadal, amb un format de 30 x 20 cm. Habitualment, tenia 8 pàgines. Fins al núm. 8, va portar a la portada el mateix gravat modernista que a la 2a època i després la capçalera va ser tipogràfica.

## Continguts
Comentava les activitats de l'Ateneu: teatre, concerts, exposicions, certàmens científics i literaris, reunions, etc. També hi havia articles sobre temes més generals, comentaris de llibres, narracions, poesies, biografies i alguns treballs històrics.
El director, com quan es titulava El Ateneo (1885-1911), continuava sent Joan Serra Constansó i també hi col·laboraven: Joan Llansana Bosch, Artur Servitge, Emili Graells Castells, Maria Trulls i Algué, Emili Marimon, Josep Costa Pomés, Eladi Homs i Joan Xifré, entre d'altres.

## Localització
Biblioteca Central d'Igualada. Plaça de Cal Font. Igualada (col·lecció completa i relligada)